# ガラパゴスフィンチ
ガラパゴスフィンチ (Geospiza fortis) は、フウキンチョウ科に属する鳥類の1種。ガラパゴス諸島の固有種である。

## 分布
ダーウィン島、ウォルフ島、ヘノベサ島、エスパニョラ島を除くガラパゴス諸島の島々。
生息地は、亜熱帯または熱帯の乾燥林および乾燥低木地。

## 形態
全長12.5cm、体重20g。成鳥の雄は全身黒色で、下尾筒にのみ白斑がある。雌は上面褐色で、下面はより淡色で縦縞の斑がある。幼鳥の雄は雌に似るが、頭部より次第に換羽し黒色になっていく。
大きさはオオガラパゴスフィンチとコガラパゴスフィンチの間であり、くちばしの大きさも、オオガラパゴスフィンチより小さく、コガラパゴスフィンチより大きいのが普通である。だがこれらの3種は外観上、全長とくちばしの大きさの比率が異なる以外は非常に似ている。
ガラパゴスフィンチはダーウィンフィンチ類の1種であり、自然科学者が実際に進化することを観察した最初の種であった。1977年に猛烈な干ばつがガラパゴス諸島内の種子の供給を減少させた。通常小さく柔らかい種子を好んだフィンチは、より硬く大きな種子に向かざるを得なかった。その後、これらフィンチのくちばしの大きさは、2-3世代のうちに10%の変化があった。

## 生態
落ちた実、木の花、葉芽、若葉、種子、また幼虫や小昆虫も食べる。一部個体はイサベラ島（アルセド火山）のガラパゴスゾウガメや、プラザ島のウミイグアナの皮膚より寄生生物をとる 。